# Ch!pz/Diskografie
Diese Diskografie ist eine Übersicht über die musikalischen Werke der niederländischen Popgruppe Ch!pz. Den Schallplattenauszeichnungen zufolge verkaufte sie bisher mehr als 350.000 Tonträger. Ihre erfolgreichste Veröffentlichung ist die Debütsingle Ch!pz in Black (Who You Gonna Call) mit über 160.000 verkauften Einheiten.

## Alben

### Studioalben
| Jahr | Titel                      | Höchstplatzierung, Gesamtwochen, AuszeichnungChartplatzierungen (Jahr, Titel, Platzierungen, Wochen, Auszeichnungen, Anmerkungen) | Höchstplatzierung, Gesamtwochen, AuszeichnungChartplatzierungen (Jahr, Titel, Platzierungen, Wochen, Auszeichnungen, Anmerkungen) | Höchstplatzierung, Gesamtwochen, AuszeichnungChartplatzierungen (Jahr, Titel, Platzierungen, Wochen, Auszeichnungen, Anmerkungen) | Höchstplatzierung, Gesamtwochen, AuszeichnungChartplatzierungen (Jahr, Titel, Platzierungen, Wochen, Auszeichnungen, Anmerkungen) | Höchstplatzierung, Gesamtwochen, AuszeichnungChartplatzierungen (Jahr, Titel, Platzierungen, Wochen, Auszeichnungen, Anmerkungen) | Anmerkungen                                                |
| Jahr | Titel                      | DE | AT | CH | UK | NL | Anmerkungen                                                |
| ---- | -------------------------- | --- | --- | --- | --- | --- | ---------------------------------------------------------- |
| 2004 | The Adventures of Ch!pz    | DE9 (26 Wo.)DE | AT9 Gold · (22 Wo.)AT | CH20 (21 Wo.)CH | — | NL2 (47 Wo.)NL | Erstveröffentlichung: 31. Januar 2004 Verkäufe: + 10.000   |
| 2005 | The World of Ch!pz         | DE5 (14 Wo.)DE | AT6 (11 Wo.)AT | CH12 (9 Wo.)CH | — | NL2 Platin · (33 Wo.)NL | Erstveröffentlichung: 12. März 2005 Verkäufe: + 80.000     |
| 2006 | Past: Present: Future      | DE55 (4 Wo.)DE | AT29 (3 Wo.)AT | CH73 (1 Wo.)CH | — | NL19 Gold · (14 Wo.)NL | Erstveröffentlichung: 11. November 2006 Verkäufe: + 35.000 |
| 2008 | CDX (Chipz Dance Xper!enz) | — | — | — | — | NL39 (5 Wo.)NL | Erstveröffentlichung: 6. September 2008                    |

### Kompilationen
| Jahr | Titel               | Höchstplatzierung, Gesamtwochen, AuszeichnungChartplatzierungen (Jahr, Titel, Platzierungen, Wochen, Auszeichnungen, Anmerkungen) | Höchstplatzierung, Gesamtwochen, AuszeichnungChartplatzierungen (Jahr, Titel, Platzierungen, Wochen, Auszeichnungen, Anmerkungen) | Höchstplatzierung, Gesamtwochen, AuszeichnungChartplatzierungen (Jahr, Titel, Platzierungen, Wochen, Auszeichnungen, Anmerkungen) | Höchstplatzierung, Gesamtwochen, AuszeichnungChartplatzierungen (Jahr, Titel, Platzierungen, Wochen, Auszeichnungen, Anmerkungen) | Höchstplatzierung, Gesamtwochen, AuszeichnungChartplatzierungen (Jahr, Titel, Platzierungen, Wochen, Auszeichnungen, Anmerkungen) | Anmerkungen                          |
| Jahr | Titel               | DE | AT | CH | UK | NL | Anmerkungen                          |
| ---- | ------------------- | --- | --- | --- | --- | --- | ------------------------------------ |
| 2007 | The H!tz Collection | — | — | — | — | NL10 (17 Wo.)NL | Erstveröffentlichung: 28. April 2007 |
| 2023 | Greatest H!tz       | — | — | — | — | NL41 (1 Wo.)NL | Erstveröffentlichung: 30. Juni 2023  |

### EPs
| Jahr | Titel                         | Anmerkungen                                                                        |
| ---- | ----------------------------- | ---------------------------------------------------------------------------------- |
| 2006 | Past: Present: Future Part II | Erstveröffentlichung: 2006 Verkäufe werden Past: Present: Future Part hinzuaddiert |

## Singles

### Als Leadmusiker
| Jahr | Titel Album                                                | Höchstplatzierung, Gesamtwochen, AuszeichnungChartplatzierungen (Jahr, Titel, Album, Platzierungen, Wochen, Auszeichnungen, Anmerkungen) | Höchstplatzierung, Gesamtwochen, AuszeichnungChartplatzierungen (Jahr, Titel, Album, Platzierungen, Wochen, Auszeichnungen, Anmerkungen) | Höchstplatzierung, Gesamtwochen, AuszeichnungChartplatzierungen (Jahr, Titel, Album, Platzierungen, Wochen, Auszeichnungen, Anmerkungen) | Höchstplatzierung, Gesamtwochen, AuszeichnungChartplatzierungen (Jahr, Titel, Album, Platzierungen, Wochen, Auszeichnungen, Anmerkungen) | Höchstplatzierung, Gesamtwochen, AuszeichnungChartplatzierungen (Jahr, Titel, Album, Platzierungen, Wochen, Auszeichnungen, Anmerkungen) | Anmerkungen                                                           |
| Jahr | Titel Album                                                | DE | AT | CH | UK | NL | Anmerkungen                                                           |
| ---- | ---------------------------------------------------------- | --- | --- | --- | --- | --- | --------------------------------------------------------------------- |
| 2003 | Ch!pz in Black (Who You Gonna Call) The Adventure of Ch!pz | DE2 Gold · (20 Wo.)DE | AT2 Gold · (27 Wo.)AT | CH2 (23 Wo.)CH | — | NL2 (15 Wo.)NL | Erstveröffentlichung: 26. Juli 2003 Verkäufe: + 165.000               |
| 2003 | Cowboy The Adventure of Ch!pz                              | DE1 (16 Wo.)DE | AT1 (24 Wo.)AT | CH2 (17 Wo.)CH | UK44 (2 Wo.)UK | NL1 (14 Wo.)NL | Erstveröffentlichung: 18. Oktober 2003 in UK erst 2007 veröffentlicht |
| 2004 | Captain Hook The Adventure of Ch!pz                        | DE14 (11 Wo.)DE | AT9 (18 Wo.)AT | CH19 (9 Wo.)CH | — | NL5 (7 Wo.)NL | Erstveröffentlichung: 24. April 2004                                  |
| 2004 | 1001 Arabian Nights The World of Ch!pz                     | DE3 (15 Wo.)DE | AT2 (19 Wo.)AT | CH3 (16 Wo.)CH | — | NL1 Platin · (13 Wo.)NL | Erstveröffentlichung: 23. Oktober 2004 Verkäufe: + 60.000             |
| 2004 | Moviestar –                                                | — | — | — | — | — | Erstveröffentlichung: 2004                                            |
| 2004 | Kung Fu Beat The Adventures of Ch!pz                       | — | — | — | — | — | Erstveröffentlichung: 2004                                            |
| 2005 | One, Two, Three! The World of Ch!pz                        | DE40 (8 Wo.)DE | AT31 (7 Wo.)AT | CH47 (5 Wo.)CH | — | NL1 (9 Wo.)NL | Erstveröffentlichung: 19. Februar 2005                                |
| 2005 | Carnival The World of Ch!pz                                | DE28 (8 Wo.)DE | AT28 (12 Wo.)AT | CH32 (4 Wo.)CH | — | NL1 (9 Wo.)NL | Erstveröffentlichung: 30. Juli 2005                                   |
| 2006 | Gangstertown (Past-Present-Future) Past: Present: Future   | DE34 (7 Wo.)DE | AT22 (6 Wo.)AT | CH58 (1 Wo.)CH | — | NL5 (9 Wo.)NL | Erstveröffentlichung: 15. April 2006                                  |
| 2006 | One Day When I Grow Up Past: Present: Future Part II       | — | — | — | — | NL7 (7 Wo.)NL | Erstveröffentlichung: 16. September 2006                              |
| 2006 | Christmas Time Is Here Past: Present: Future Part II       | DE73 (4 Wo.)DE | AT46 (3 Wo.)AT | CH56 (3 Wo.)CH | — | NL8 (3 Wo.)NL | Erstveröffentlichung: 1. Dezember 2006                                |
| 2006 | Olympia Past, Present, Future                              | — | — | — | — | — | Erstveröffentlichung: 2006                                            |
| 2007 | Studio 54 The H!tz Collection                              | — | — | — | — | NL8 (5 Wo.)NL | Erstveröffentlichung: 31. März 2007                                   |
| 2007 | Make a Big Splash –                                        | — | — | — | — | — | Erstveröffentlichung: 2007 nur in den Niederlanden veröffentlicht     |
| 2008 | Fiesta CDX                                                 | — | — | — | — | — | Erstveröffentlichung: 2008                                            |
| 2008 | Aint Nobody CDX                                            | — | — | — | — | — | Erstveröffentlichung: 2008                                            |
| 2009 | What Time Is It (High School Musical) –                    | — | — | — | — | — | Erstveröffentlichung: 2007 via Myspace gratis veröffentlicht          |

### Als Gastmusiker
| Jahr | Titel Album            | Höchstplatzierung, Gesamtwochen, AuszeichnungChartplatzierungen (Jahr, Titel, Album, Platzierungen, Wochen, Auszeichnungen, Anmerkungen) | Höchstplatzierung, Gesamtwochen, AuszeichnungChartplatzierungen (Jahr, Titel, Album, Platzierungen, Wochen, Auszeichnungen, Anmerkungen) | Höchstplatzierung, Gesamtwochen, AuszeichnungChartplatzierungen (Jahr, Titel, Album, Platzierungen, Wochen, Auszeichnungen, Anmerkungen) | Höchstplatzierung, Gesamtwochen, AuszeichnungChartplatzierungen (Jahr, Titel, Album, Platzierungen, Wochen, Auszeichnungen, Anmerkungen) | Höchstplatzierung, Gesamtwochen, AuszeichnungChartplatzierungen (Jahr, Titel, Album, Platzierungen, Wochen, Auszeichnungen, Anmerkungen) | Anmerkungen                                                  |
| Jahr | Titel Album            | DE | AT | CH | UK | NL | Anmerkungen                                                  |
| ---- | ---------------------- | --- | --- | --- | --- | --- | ------------------------------------------------------------ |
| 2005 | Als je iets kan doen – | — | — | — | — | NL1 (12 Wo.)NL | Erstveröffentlichung: 1. Januar 2005 mit Artiesten voor Azië |

## Videoalben und Musikvideos

### Videoalben
| Jahr | Titel                   | Anmerkungen                              |
| ---- | ----------------------- | ---------------------------------------- |
| 2004 | The Next Adventure      | Erstveröffentlichung: 27. August 2004    |
| 2005 | The Adventures of Chipz | Erstveröffentlichung: 2005               |
| 2006 | The World of Chipz      | Erstveröffentlichung: 29. September 2006 |

### Musikvideos
| Jahr | Titel                               |
| ---- | ----------------------------------- |
| 2003 | Ch!pz in Black (Who You Gonna Call) |
| 2003 | Cowboy                              |
| 2004 | Captain Hook                        |
| 2004 | 1001 Arabian Nights                 |
| 2005 | One, Two, Three!                    |
| 2005 | Carnival                            |
| 2006 | Gangstertown                        |
| 2006 | One Day When I Grow Up              |
| 2006 | Christmas Time Is Here              |
| 2007 | Studio 54                           |
| 2008 | Waikiki Beach                       |
| 2008 | Chipz Dance Xperience               |

## Statistik

### Chartauswertung
|                     | DE    | AT    | CH    | UK    | NL    |
| ------------------- | ----- | ----- | ----- | ----- | ----- |
| Nummer-eins-Alben   | DE—DE | AT—AT | CH—CH | UK—UK | NL—NL |
| Top-10-Alben        | DE2DE | AT2AT | CH—CH | UK—UK | NL3NL |
| Alben in den Charts | DE4DE | AT4AT | CH4CH | UK—UK | NL6NL |

|                       | DE    | AT    | CH    | UK    | NL     |
| --------------------- | ----- | ----- | ----- | ----- | ------ |
| Nummer-eins-Singles   | DE1DE | AT1AT | CH—CH | UK—UK | NL5NL  |
| Top-10-Singles        | DE3DE | AT4AT | CH3CH | UK—UK | NL11NL |
| Singles in den Charts | DE8DE | AT8AT | CH8CH | UK1UK | NL11NL |

### Auszeichnungen für Musikverkäufe
Anmerkung: Auszeichnungen in Ländern aus den Charttabellen bzw. Chartboxen sind in ebendiesen zu finden.
| Land/RegionAuszeichnungen für Musikverkäufe (Land/Region, Auszeichnungen, Verkäufe, Quellen) | Gold     | Platin     | Verkäufe | Quellen           |
| -------------------------------------------------------------------------------------------- | -------- | ---------- | -------- | ----------------- |
| Deutschland (BVMI)                                                                           | Gold1    | —          | 150.000  | musikindustrie.de |
| Niederlande (NVPI)                                                                           | Gold1    | 2× Platin2 | 175.000  | nvpi.nl           |
| Österreich (IFPI)                                                                            | 2× Gold2 | —          | 25.000   | ifpi.at           |
| Insgesamt                                                                                    | 4× Gold4 | 2× Platin2 |          |                   |